# Lohuecosauria
De Lohuecosauria zijn een groep Sauropoda, behorende tot de Titanosauriformes, die leefde tijdens het late Krijt.
In 2024 ontdekten Pedro Mocho e.a. in een fylogenetische analyse dat de Lirainosaurinae zeer nauw verwant waren aan de Saltasauridae. Ze besloten een aparte tak Lohuecosauria te benoemen als de klade bestaande uit de laatste gemeenschappelijke voorouder van Saltasaurus loricatus, Lohuecotitan pandafilandi; en al zijn afstammelingen.
De groep bestaat uit kleine tot reusachtige vormen die op bijna alle werelddelen zijn aangetroffen met uitzondering van Australië en Antarctica. De klade splitste zich vermoedelijk af tijdens het Turonien.